# Ben Buunk
Gerrit Bertus (Ben) Buunk, (Boxtel, 4 december 1917 – Hattem, 4 april 1945) was een Nederlandse verzetsstrijder tijdens de Tweede Wereldoorlog. Buunk werd door het Bureau Inlichtingen (BI), samen met de agent  George Frans Hooijer, (1924–1945), in de nacht van 5 op 6 juli 1944, boven Laren, in de provincie Gelderland geparachuteerd. Hij verzorgde als radiotelegrafist het radiocontact tussen de Raad van Verzet en het BI en de Nederlandse regering in Londen. Buunk werd op 10 februari 1945 door de Sicherheitsdienst (SD) in Vroomshoop gearresteerd. Op 4 april 1945 werd hij aan de Geldersedijk in Hattem door de SD gefusilleerd.

## Familie en werk
Buunk was een van de vier kinderen van Bernardus Buunk en Neeltje Hoogakker. Zijn vader werkte bij de Nederlandse Spoorwegen. In 1918 verhuisde de familie Buunk naar Dordrecht. In Dordrecht groeide hij op en voltooide hij zijn middelbareschoolopleiding. Op 19 maart 1942 trad hij in het huwelijk met Johanna Cornelia Lips. Het jonge paar vestigde zich in Achtmaal. Uit dit huwelijk werd op 5 april 1944 een zoon geboren.
In 1937 werd Buunk opgeroepen om zijn dienstplicht te vervullen. Hij werd ingedeeld bij het 3e Regiment Veldartillerie en hij werd gelegerd op de Chassékazerne in Breda. Na zijn opleiding tot wachtmeester bij de Artillerie tekende hij een verbandakte voor bepaalde tijd, in de rang van wachtmeester capitulant. In juni 1940 na de demobilisatie van de Krijgsmacht werd hij grenscommies bij de Grensdienst. Hij werd tewerkgesteld aan de grensovergangen Ootmarsum en Wernhout.

## De reis naar Londen
Begin augustus 1943 week Buunk samen met F. Philips, een oude schoolkameraad uit Dordrecht, uit naar Engeland. Geholpen door de Witte Brigade, een passeurslijn van Nederlandse en Belgische geestelijken, bereikten zij via omzwervingen door België, Frankrijk en de Pyreneeën aan het einde van augustus 1943 Spanje. In Spanje werd hij door de Spaanse Guardia Civil gearresteerd en krijgsgevangengenomen. Hij verbleef enkele maanden in concentratiekamp Miranda de Ebro, in de provincie Burgos. Dit was een kamp waar ongewenste vreemdelingen werden opgesloten. Na ontslag uit gevangenschap reisde hij naar Madrid. Op 8 november 1943 kwam hij via de Nederlandse Consul in Madrid in het bezit van een Spaans visum. Op 5 december 1943 werd Buunk door de kapitein Jan Marginus Somer, het hoofd van het BI in Londen, benaderd om in Londen te worden opgeleid tot geheimagent. Samen met Philips reisde hij naar Portugal. In januari 1944 kwam hij in Lissabon aan. In Lissabon werd Philips, die voor de oorlog in de functie van boordwerktuigkundige bij de KLM werkzaam was geweest, in de gelegenheid gesteld om op een vrachtvliegtuig te gaan vliegen. Buunk ging als "verstekeling" met hem mee. Op 19 januari 1944 zette Buunk, via een omweg, vaste voet op Engelse bodem.

## Screening, selectie en opleiding
Zoals alle Engelandvaarders die in Londen aankwamen werd Buunk in de Royal Victoria Patriotic School door de Security Service (MI-5) gescreend. Na de screening  volgde een verhoor door de leden van de Nederlandse Politie Buitendienst. Na vrijgave door de MI-5 en de Nederlandse Politie Buitendienst verbleef Buunk tijdelijk op het adres Oranje Haven, Hyde Park Place 23, London WI. Op 13 maart 1944 werd hij op Chester Square het hoofdkwartier van het Bureau Inlichtingen door Somer en diens liaison-officer luitenant Gijs de Jong aangenomen in de functie van aspirant-agent bij het BI. Het BI werkte nauw samen met de Engelse Secret Intelligence Service (SIS).
Buunk ondertekende op 13 maart 1944 een verbandakte voor de tijd van zes jaar, in de rang van wachtmeester capitulant, ingaande op 1 maart 1944. Op 20 maart 1944 werd hij door Koningin Wilhelmina (1880-1962) in audiëntie ontvangen. Voor zijn ontsnapping uit bezet gebied werd aan hem het Kruis van Verdienste verleend. Eind maart 1944 begon de definitieve opleiding tot agent bij het BI. Buunk werd gehuisvest in het Nederlandse opleidingstehuis "Huize Anna". "Huize Anna" was ondergebracht in het Engels buitenhuis "Glenlea", in Dulwich, schuin tegenover het befaamde Dulwich College. Op 1 juli 1944 sloot Buunk de opleiding tot agent en radiotelegrafist/codist met goed gevolg af. Hij ontving van luitenant Gijs de Jong de codenamen "Henk" en "Fopkonijn". Tijdens zijn werkzaamheden in bezet Nederland kon hij gebruikmaken van de schuilnamen "Frederik Hanendoes", "Joop Kleyn", en "J.H. van de Weg". Op 4 juli 1944, de dag voordat hij boven bezet Nederland werd geparachuteerd, werd hij voor de tweede keer door Koningin Wilhelmina in audiëntie ontvangen.

## Opdracht
Buunk was bestemd voor de Radiodienst van de Raad van Verzet.  Hij had de opdracht om na aankomst in bezet Nederland steun te gaan verlenen aan de Raad van Verzet (RVV) waarbij hij nauw met de agent Andreas Wilhelmus Maria Ausems (1904-1955) zou samenwerken. Ausems was eind 1943 als "boodschapper" voor de RVV naar Londen gereisd. Op 1 maart 1944 was Ausems met een speciale opdracht van de Nederlandse regering in Londen naar bezet Nederland teruggezonden. Vanuit Londen had Ausems richtlijnen meegekregen om het Nederlands verzet te coördineren. Deze richtlijnen, de zogenaamde “Negentien punten van Gerbrandy”, moest hij bij de leiders van het verzet in Amsterdam afleveren en toelichten. Naast deze belangrijke opdracht was Ausems als naaste medewerker van Jan Thijssen werkzaam bij het operatiecentrum van de RVV en hij maakte deel uit van de Zendgroep BI-Radiodienst. Door zijn veelomvattende taak kon hij de steun van Buunk goed gebruiken.

## Plaats van tewerkstelling
In de nacht van 5 op 6 juli 1944 werd Buunk samen met zijn collega George Frans Hooijer (1924-1945) boven Laren in de provincie Gelderland geparachuteerd. Na de landing overnachtten Buunk en Hooijer op Havezate Oolde waar de toenmalige burgemeester Willem Lodewijk van Welderen baron Rengers woonachtig was. Na enkele dagen reisde Buunk via het eerste contactadres in Zutphen verder naar het operatiecentrum van de RVV in Doorn. In Doorn had hij een ontmoeting met Andries Ausems en Jan Thijssen, de leider van de RVV. Via Doorn reisde hij naar Rotterdam. In Rotterdam was Ed Hoogewegen bezig met het formeren van de RVV-brigade Rotterdam. Aan de staf van de brigade werd een Inlichtingendienst verbonden. Deze inlichtingendienst werd bemand door H.P.J.M Hoogeweegen en J. Schoenmaeckers. Samen met een aantal medewerkers verzamelden zij militaire en economische inlichtingen over het Havengebied in Rotterdam. Vanaf de aankomst van Buunk werden deze inlichtingen bijna dagelijks door Buunk en met name door een agent van het Bureau Bijzondere Opdrachten (BBO), Louk Mulholland, naar het BI of het BBO in Londen geseind. Het BBO werkte nauw samen met het Special Operations Executive (SOE) in Londen. Het radiocontact met het BI in Londen werd onderhouden via de operator van het BI. Deze operator zat in een verkenningsvliegtuig van de Royal Air Force dat op afgesproken tijden boven de Biesbosch, de Noordzee en later ook boven het zuiden van Nederland cirkelde.

## Zendgroep Oost en Inlichtingencentrum Oost
Als gevolg van de gewijzigde militaire situatie kreeg Buunk in september 1944 de opdracht om zich naar het Oosten van het land te verplaatsen om seinposten in te richten boven de IJssellinie. Na oorspronkelijk eerst in de Biesbosch, Dussen, ’t Gooi, Rotterdam en andere plaatsen in de provincies Zuid-Holland en Utrecht werkzaam te zijn geweest verplaatste Buunk, eind september 1944, zijn seinpost met de hulp van zijn collega Karel Christiaan Mooiweer (1923-1971) naar Vroomshoop in Overijssel. Buunk werd door Jan Thijssen, als verbindingsofficier, aan de staf van de Twentse brigade van de RVV toegevoegd. Hiermee werd de basis gelegd voor de Zendgroep Oost van de Radiodienst van de Raad van Verzet.
Kapitein Albert Ferdinand Lancker (1894-1945), de leider van de RVV-brigade in Twente, kon de steun van de nieuwe verbindingsofficier goed gebruiken. Eind september 1944 was de staf van de Twentse brigade volledig uit elkaar geslagen. Lancker was met zijn brigade zeer geïsoleerd geraakt. Hoewel zij steun van de bevolking op het platteland kregen, werden zij van de ene schuilplaats naar de andere opgejaagd. De komst van Buunk duidde erop dat de Twentse RVV-brigade hoofdzakelijk spionage ging bedrijven.
Bij zijn aankomst in Overijssel werd Buunk door de bemiddeling van Lancker in Vroomshoop bij dokter Oskam ondergebracht. Oskam was de huisarts van Frits Hazelhoff uit Den Ham. Hazelhoff was de leider van de RVV-groep in Vroomshoop. Vanaf zijn aankomst in Vroomshoop ging Buunk nauw met Hazelhoff samenwerken. Buunk leefde in Vroomshoop onder de schuilnaam "Frederik Hanendoes" en volgens zijn papieren was hij van beroep landbouwingenieur. In zijn functie van radiotelegrafist/codist gebruikte hij de codenamen Henk en Fopkonijn. Samen met Bergsteyn, een medewerker van de RVV-brigade Twente, organiseerde Buunk de Zendgroep Oost en het het Inlichtingencentrum Oost. Bij de Zendgroep Oost maakte men gebruik van lokale radiotelegrafisten die door de Radiodienst van de Raad van Verzet beschikbaar waren gesteld. Toen de zendgroep operationeel was werden er vele berichten verzonden die voor de oprukkende geallieerde legers van grote waarde waren.

## Samenwerking met agenten van zusterorganisaties
Bij de staf van de Twentse RVV-brigade werkte Buunk samen met de radiotelegrafisten Jaap Beekman (codenaam; Maurits) en John Patrick Austin (codenaam; Bunny). Beekman was agent van het BBO en hij was samen met nog twee collega’s, Jaap Hinderink en Joop Luykenaar, in de nacht van 28 op 29 augustus 1944 bij Voorthuizen geland om het verzet in Twente en Overijssel te ondersteunen. De Brit John Austin maakte deel uit van een Jedburgh-team. Het team had de codenaam “Dudley”. Hij had een onderduikadres in Daarle. Het team bestond uit de Nederlandse majoor Henk Brinkgreve, de Amerikaanse majoor John Malcolm Olmsted en de Britse sergeant John Austin. Het team was in de nacht van 11 op 12 september 1944 op het afwerpterrein “Evert” bij de Piksen geland. Zowel de agenten van het BBO als de agenten van het "Jedburgh-team" hadden de opdracht om het radiocontact te onderhouden tussen de verzetsgroepen in Twente, het aangrenzende Salland en de militaire autoriteiten in Londen. Daarnaast verzorgden zij de militaire opleiding van de leden van de verzetsgroepen.
Zoals op landelijk niveau het geval was had ook de coördinatie van het verzet in Twente en Overijssel hoge prioriteit. Het was er bij de Nederlandse regering in Londen alles aan gelegen om het verzet in Twente en Overijssel samen te voegen tot de Binnenlandse Strijdkrachten (BS). In Twente kwam als gevolg van de tegenstrijdige karakters tussen kapitein Lancker, de leider van de Twentse RVV-brigade, en Johannes ter Horst (1913-1944), de leider van de Knokploegen in Twente, deze samenwerking moeizaam van de grond. De majoor Brinkgreve stak veel energie in het organiseren van besprekingen en “praatsessies” om de verzetsgroepen in Twente te bundelen en de staf van de Twentse Knokploegen en de Twentse RVV-brigade te integreren in de rayonstaf van de Binnenlandse Strijdkrachten. Na de dood van Johannes ter Horst op 22 september 1944 nam Cor Hilbrink (1918-1973) de leiding over de Twentse Knokploegen tijdelijk over. Onder zijn leiding verbeterde de samenwerking tussen de KP en de RVV en kreeg de nieuwe staf van het BS-rayon Twente gestalte. De medewerkers van de verzetsgroepen in "het veld" merkten van de reorganisatie bijna niets. De Amerikaan Olmsted was agent van het Office of Strategic Services (OSS). Hij hield zich hoofdzakelijk bezig met het verzamelen van militaire inlichtingen die direct van nut waren voor de oprukkende geallieerde legers. Om doublures in het verwerken van inlichtingen te voorkomen stond Olmsted in nauw contact met de Inlichtingengroep Oost en de agent Buunk.

## Special Air Service (SAS)
Begin november 1944 kreeg Buunk zijn handen vol aan de opvang en de begeleiding van een Special Air Service (SAS) detachement. De groep bestond uit vijf Belgische militairen en een Nederlander. Het waren de sergeant Siffert, de korporaals Levaux, Heylen en De Moor samen met hun Nederlandse collega Blatt. Hun commandant was de Belgische luitenant Emile Debefve (codenaam; Macbeff). De groep was in het kader van de Operatie Market Garden op dinsdag 26 september 1944 bij het Drentse Orvelte afgeworpen. Door het mislukken van de Operatie Market Garden moest hun guerrillaopdracht worden geannuleerd. Tijdens een vuurgevecht met de Duitsers waren ze hun uitrusting, wapens en radio zend ontvanger kwijt geraakt. Door de bemiddeling van Frits Hazelhoff, de leider van de RVV-groep Vroomshoop, kregen de militairen een tijdelijk onderduikadres in een boerderij bij Ormel te Bruinehaar en in het huis van de huisarts Oskam in Vroomshoop. Via de bemiddeling van Buunk werden de leden van het detachement door het BI van een nieuwe uitrusting, wapens en een radio zend ontvanger voorzien. Als tegenprestatie was de radiotelegrafist van het detachement behulpzaam om vanaf 15 november 1944, ongeveer drie weken lang, de inlichtingen die door het Inlichtingencentrum Oost werden aangeleverd, door te seinen naar de militaire autoriteiten in Londen en Eindhoven.

## Een golf van arrestaties
Een gevaarlijke periode brak aan, toen op 13 november 1944 de SS-Werfer-Abteilung 500 in Overijssel een V2-raketlanceerbasis inrichtte. In de periode 19 november 1944 tot 28 maart 1945 werden er door de eenheid vanuit lanceerplaatsen in de omgeving van Hellendoorn en Dalfsen V2-raketten afgevuurd op allerlei voorkomende geallieerde doelen. De voornaamste doelen die onder vuur werden genomen waren; de Haven van Antwerpen en de brug in Remagen in Duitsland.
Op 16 november 1944 reisde de agent John Olmsted door de vijandelijke linies om mondeling rapport uit te kunnen brengen over vijandelijke activiteiten in Twente en Salland. Op 18 november 1944 werd de radiotelegrafist van het “Jedburgh-team”, John Austin, in Luttenberg bij een huiszoeking door de SD gearresteerd.
Vanaf 9 februari 1945 werd de Radiodienst van de Raad van Verzet door een golf van arrestaties getroffen. In een boerderij in Hardenberg werd door de SD een radiozender/-ontvanger van de Zendgroep Oost uitgepeild. De in de boerderij werkzame leden van de Radiodienst waaronder F. van der Laaken, Prenger en het waarnemend hoofd van de Radiodienst D. Eskes, werden gearresteerd en onmiddellijk overgebracht naar het SD-kantoor aan de Bornestraat in Almelo. Diezelfde dag werd ook de huisarts Post, een verbindingsman van het Inlichtingencentrum Oost, in zijn woning te Bergentheim gearresteerd.
Als gevolg van de eerdere arrestaties werd het net rond de Zendgroep Oost door de Duitsers snel aangetrokken. Op 10 februari 1945 deed de SD een inval in het huis van dokter Oskam, in Vroomshoop. Buunk, Oskam en Bergsteyn, een van de leiders van het Inlichtingencentrum Oost, werden gevangengenomen en in de gevangenis in Almelo vastgezet. De huisarts Oskam werd gevangengenomen, omdat hij aan een agent van het BI onderdak had verleend. Oskam werd in de gevangenis als gevangenisarts ingezet. Hij behandelde de verwondingen van de gevangenen, nadat zij door de SD waren verhoord. Na de arrestatie van Buunk werd zijn werk bij de Zendgroep Oost en het Inlichtingencentrum Oost door zijn collega’s Karel Christiaan Mooiweer (1923-1971) en Pieter Bouman (1924-1997) voortgezet.
Medio maart 1945 werd Buunk door de SD overgebracht naar het Huis van Bewaring in Zwolle. Op 4 april 1945 werd Buunk, aan de Geldersedijk in Hattem, samen met nog drie andere verzetsstrijders voor het vuurpeloton gezet en gefusilleerd. Op 28 juli 1945 werd Buunk met militaire eer, door leden van de Binnenlandse Strijdkrachten, op de begraafplaats Zuylen te Breda herbegraven. Op 15 oktober 2015 werden de stoffelijke resten van Ben Buunk door militairen van het Vuursteuncommando herbegraven op het Ereveld Loenen in Loenen (vak/rij/nummer E 1413).
Vele van de verzetsstrijders waarmee Ben Buunk bij de Radiodienst van de Raad van Verzet heeft samengewerkt zijn tijdens de oorlog om het leven gekomen. Jan Thijssen werd na zijn arrestatie gevangengezet en op 8 maart 1945 geëxecuteerd bij de "Woeste Hoeve" op de weg naar Apeldoorn bij de massafusillade na de aanslag op Hanns Rauter. Henk Brinkgreve, Albert Ferdinand Lancker en Johannes ter Horst werden tijdens hun arrestatie gedood. F. van der Laaken, D. Eskes en John Austin werden samen met Ben Buunk aan de Geldersedijk in Hattem gefusilleerd.

## Eerbewijzen en onderscheidingen

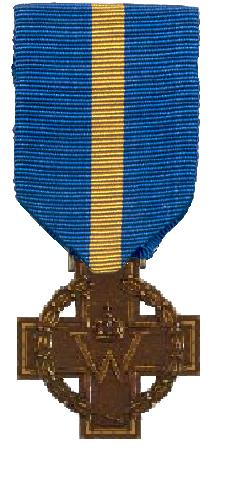
Kruis van Verdienste 1941
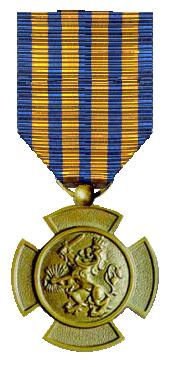
Bronzen Leeuw
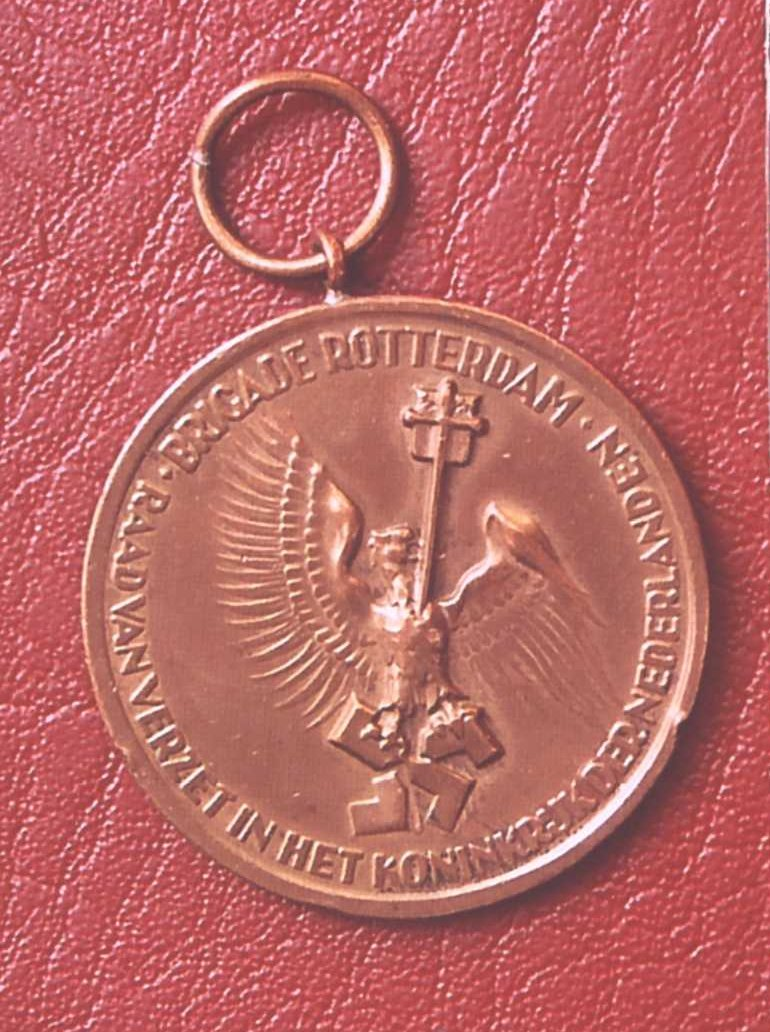
Penning Raad van Verzet
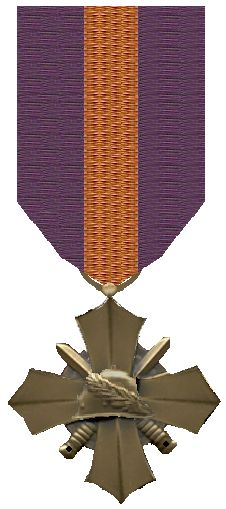
Mobilisatie-Oorlogskruis

- Het Kruis van Verdienste, KB nr. 1 van 20 maart 1944 (door Koningin Wilhelmina in Londen verleend).
- De Bronzen Leeuw, KB nr. 11 van 30 november 1948 (postuum toegekend door Koningin Juliana).
- Herinneringspenning Raad van Verzet in het Koninkrijk der Nederlanden Brigade Rotterdam.
- Het Mobilisatie-Oorlogskruis, KB van 1 oktober 1992, op 15 oktober 2015, postuum toegekend door de min. van Defensie.